# Chae Kyu-Hyun
Chae Kyu-Hyun (koreanisch 채규현; * 25. September 1970 in Gochang, Südkorea) ist ein südkoreanischer Physiker.
Chae erhielt im Jahre 1992 den Bachelor of Science an der Korea University und 1999 den Ph.D. an der University of Pittsburgh. Im Anschluss war er Postdoc an der University of Pittsburgh und der University of Manchester (2000–2003). Seit 2003 ist Chae Assistant Professor an der Sejong-Universität und seit 2007 Professor am Astronomie Department.
Seine Forschungsschwerpunkte sind Dunkle Materie und Dunkle Energie im Universum, modifizierte newtonsche Dynamik und modifizierte Gravitation, Gravitationslinsen und Kosmologie.

## Veröffentlichungen
Im Juli 2023 machte seine Veröffentlichung Breakdown of the Newton–Einstein Standard Gravity at Low Acceleration in Internal Dynamics of Wide Binary Stars internationale Schlagzeilen.
Chae untersuchte die genauen Bahnen von 26.500 Doppelsternen, die nicht weiter als 650 Lichtjahre (200 Parsec) von der Erde entfernt sind. Er nutzte hierzu die Daten des Weltraumteleskop Gaia der ESA. Er behauptet in der Untersuchung, dass die Beobachtungen von den Vorhersagen Isaac Newtons und Albert Einsteins abzuweichen beginnen, wenn ihre Beschleunigung unter 10−10,25 m/s2 liegt. Je geringer die Beschleunigung sei, desto größer sei die Abweichung. Die Anomalien bei Doppelsternen mit besonders breiten Umlaufbahnen stimmen laut seinen Forschungsergebnissen mit den Vorhersagen der sogenannten modifizierten newtonschen Dynamik (MOND) überein.